# Abbeylara

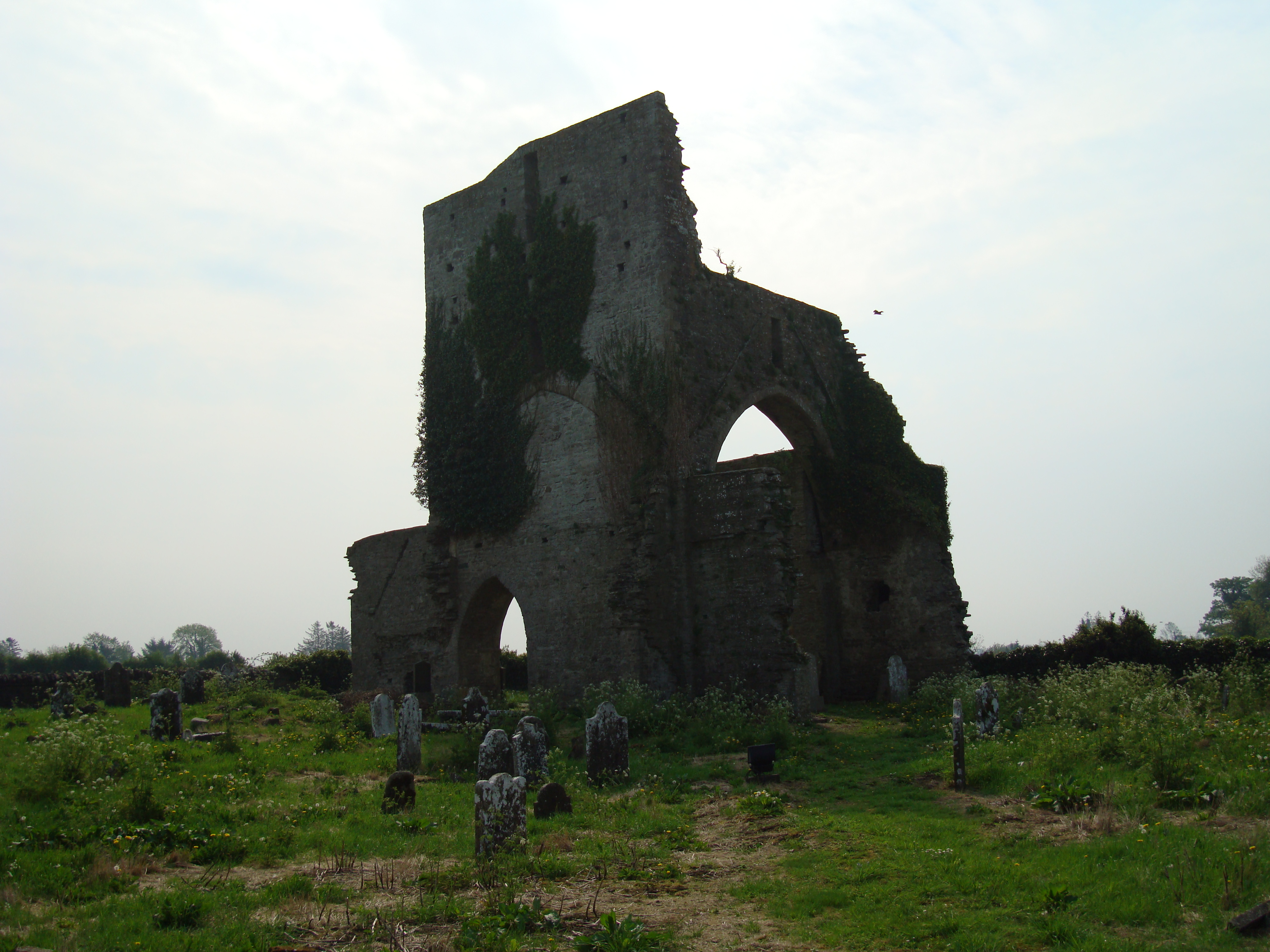
Ruinerna av klostret i Abbeylara.

Abbeylara (iriska: Mainistir Leathrátha) är en liten ort i den östligaste delen av grevskapet Longford i Irland, belägen cirka tre kilometer öster om Granard. År 2002 hade Abbeylara totalt 245 invånare. Orten är uppkallad efter ett närliggande tidigare kloster, Abbey of Lerha, av vilket numera bara ruinerna återstår.